# Влада Владана Ђорђевића
Влада Владана Ђорђевића је била влада Краљевине Србије од 11/23. октобра 1897. до 12/25. јула 1900.

## Историја
Hастојања краља Александрa Обреновићa 1896. и 1897. године да у владе укључи све три партије нису успела. Подстицај за промену владе нашао је у све већем утицају радикала од кога се и сам плашио. Зато се за састав владе обратио доктору Владану Ђорђевићу, тадашњем посланику у Цариграду. У владу су ушли и умерени припадници радикала и напредњака. Двојица чланова владе, председник и министар војни, били су неутралци. Као и некада Симић, и Ђорђевић је веровао у своју „специјалну мисију“ да спасе Србију. Програм му се сводио у следећим тачкама: 1) опоравак државних финансија и покретање привреде путем страног капитала; 2) снажење војне моћи Србије; 3) реорганизација државне администрације и елиминација корупције. Радикали су се дистанцирали од нове владе, и на то позивали и напредњаке и либерале, али се ови нису одазвали. Ипак, предводник опозиционара био је Стојан Новаковић, напредњак. Новаковић преко „Погледа“ напада владу ништа слабије него радикалски „Одјек“, те је склоњен из Београда (у Цариград). Напредњаци су се тада приклонили режиму. Либерали, на челу са Јованом Ристићем, такође прилазе влади. Пашић је радио на разбијању савеза. Веровали се да ће на будућим изборима за Скупштину либерали однети победу и да ће краљ морати жртвовати Ђорђевића, као 1895. године Николу Христића. Краљ је желео формирати и нову, неутралну странку, састављену од умерених представника све три партије, која би обезбедила подршку режиму, али му покушај није успео због немогућности да се чланови различитих странака споје у једну. Влада је обезбедила већину у Скупштини. Избори су били прави пораз за радикале који су имали свега једног посланика у Скупштини. Опозиција фактички није ни постојала. Улога партија је анулирана, а влада је постала краљев орган у извршењу власти. Краљ је својим говором на отварању Скупштине у Нишу отворено провоцирао радикале говорећи да су партијске борбе нанеле велика зла Србији. Изменама Закона о штампи појачана је цензура. Затворен је лист „Поглед“. Ристић је 12. октобра донео одлуку да Либерална странка ступи у опозицију. Краљ се користио Законом о зборовима да забрани страначке активности Либералне странке, а привлачио је на своју страну и Ристићеве неистомишљенике који нису припадали Главном одбору. Опозиционари нападају режим преко страних гласила (Застава, Слобода и др).

### Ивањдански атентат
Влада Владана Ђорђевића била је неефикасна. Током њеног мандата замало је избегнуто банкротство земље. Краљ је мало попустио своју круту политику. Пашић је изашао из затвора јуна 1899. године. Радикали су покренули гласило „Нови Одјек“. Од краља се одаљио Стојан Новаковић. Ивањдански атентат омогућио је краљу да се обрачуна са радикалима. До атентата је дошло 6. јула 1899. године у Кнез-Михаиловој улици, у близини Калемегдана. На краља Милана, тада команданта Активне команде војске, покушао је атентат бивши ватрогасац Ђура Кнежевић. Метак је лако ранио Милана, а његовог ађутанта теже. Милан је сматрао да су атентат организовали Руси или карађорђевци, али за то није имао доказа. Ђура Кнежевић је ухапшен на лицу места. Судском пресудом одређена је смртна казна стрељањем. Радикали су заиста и највише желели да Милан оде из земље, а у листовима ван земље највише су га они нападали. До ивањданског атентата, „Одјек“ је забрањиван 35 пута због увреда Милана. Истрага је показала бројне пропусте у раду државних органа и полиције. Утврђени су неки од главних канала са карађорђевићевцима преко којих је пропагандни материјал увожен у Србију.
После атентата донет је Закон о ванредном стању у Подунавском округу (10. јул). Образована је Тајна полиција која је била на веома аматерском нивоу. Милан се понашао као шеф тајне службе: издавао наређења и правио распоред трагања, односно лично је водио истрагу. Из државне касе су за њу издвојени велики новци. Прве жртве били су радикали. Сави Грујићу забрањен је повратак у земљу. Многи радикали су похапшени. Александар и Милан су одлучили да неће изрицати смртне казне. Ипак, Преки суд донео је строге казне. Шеснаесторица радикала су ослобођени, а двадесетосморица осуђена. На смрт је осуђен једино Кнежевић, док су остали осуђени на робију. Пашић је помилован и у знак захвалности писао је краљу писмо у коме слави његову милост. Молио је краља и Милана да му опросте прошлост. Остали радикали помиловани су 1900. године, на прослави краљеве женидбе и рођендана краљице Драге. Од интелектуалаца који су писали против режима истиче се Радоје Домановић који „Дангом“ напада краљев режим, „Вођом“ Николу Пашића, а „Страдијом“ Александра Обреновића и Драгу Машин.

### Спољна политика Ђорђевићеве владе
Повратак краља Милана у Србију 1897. године задао је озбиљан ударац српско-руским односима. Аустро-Угарска је била задовољна Ђорђевићевом владом. Милан је ојачао српску војску. Набављена је модерна артиљерија и наоружање, увећан је официрски кадар и подофицирска структура, број редовних војника је удвостручен (око 300.000 људи). Давање команде над војском Милану узнемирило је Русију. Петроград је пренео на Бугаре све благодети руског утицаја на Порти. Београд је покушавао да умири Русију, што је и успело. Русија је одустала од дипломатског штрајка (повлачења свог представника из Београда) након пола године. Аустро-Угарска је користила ово захлађење односа да појача свој утицај на Србију. Зајмом је спасла земљу од банкротства. Ивањдански атентат још је више захладнио српско-руске односе. Ивањдански атентат био је још један испит за српско-руске односе. Истрагом је утврђено да је Кнежевић боравио у Букурешту и то у кући која је била седиште Охране, руске тајне полиције за Балкан. Драгоман руског посланства, Мамулов, врбовао је поједине личности за атентат. Докази да је Мамулов то радио по одобрењу Будзиловича, шефа руске тајне полиције, нису пронађени. Краљ и влада нису имали чврсте доказе у умешаност Русије. Београд се повукао без речи, поготово након руске претње да се инцидент може изродити у много озбиљније проблеме. Нормализација односа отпочела је октобра 1899. године.
Поводом све интензивнијег притиска Албанаца на хришћане у Македонији, обновљени су преговори између Београда, Цетиња и Софије. Три државе заједнички су интервенисале на Порти. Под утицајем Русије, Порта је издала берате о наименовању тројице бугарских владика у Струмици, Битољу и Дебру, што је био јак ударац на српско-бугарске односе. Руси су сматрали да је српска интересна сфера само Стара Србија. Положај Срба у Турској се од 1897. до 1899. године све више погоршавао. Злодела Албанаца нису праћена никаквим санкцијама од стране турских власти. На интервенцију Русије, сазвана је у Хагу конференција великих сила 18. маја 1899. године са задатком да реше питање разоружања. Претио је рат Србије и Турске. Турци су концентрисали велике снаге на границама, а Срби подигли систем утврђења на око 4 km. Руси су претили Србима да прекину са ратоборним акцијама. Немоћни да на конференцији издејствују бољи статус за Србе у Турској, краљ и влада су им тајним каналима допремали оружје. Односи са Бугарима нису били добри, јер је бугарски представник у Београду Георгијев био у контактима са радикалском опозицијом. Краљ је пристајао да унапреди српско-бугарске односе под условом да њени људи престану да чине зверства у Македонији. Односи се поправљају од фебруара 1899. године када је Милан отпутовао у Софију на сахрану кнегиње Лујзе. Истовремено, српски краљ преговара и са Грчком у циљу сузбијања бугарског утицаја у Македонији. Александру је била потребна подршка званичне Атине на Васељенској патријаршији, како би Срби добили самосталну цркву у оквиру Турске. Александар је чак био спреман да се одрекне конзулата у Солуну, али је договор пропао.

### Драга Машин
Женидба краља Александра било је важно питање за Обреновиће и Краљевину. Она је требало да обезбеди наследника и елиминише претњу претендената на српски престо. Руси су упућивали намеснике на црногорске и грчке владарске породице . Пре Драге Машин, било је комбинација да се Александар ожени грчком принцезом Маријом. Драгу Машин Александар је упознао 1893. године када се са мајком сусрео у Кладову. Краљева прва искуства са женама падају у 1894. годину. Прочуло се да је изгубио невиност са младом женском особом, жерком некога из дворске послуге. Приликом боравка Наталије у Београду, Драга Машин је била са њом. Када је 1895. године Наталија напустила Београд, повела је и своју дворску даму. Драга је чак спасла живот Александру 31. августа 1895. године спречивши да се удави у мору. Мајка је покушавала да сина ожени црногорском принцезом Аном, али су планови пропали. Краљица је 1897. године допустила Драги отпуст из службе и одлазак у Београд. Краљ је на идеју о женидби дошао 1899. године, али је планове пресекао Ивањдански атентат. Министри су молили Наталију да се измири са Миланом како би се спасао углед династије. Александар је искористио пут свога оца у Беч (где је Милан покушавао да издејствује брак свог сина и једне немачке принцезе) да се вери Драгом Машин. Када се сазнала вест да ће се краљ оженити дворском дамом своје мајке, министри су му претили оставком, а он њима абдикацијом и самоубиством. Митрополит Иноћентије дао је благослов за склапање брака када је чуо да је са таквом краљевом одлуком сагласна и Русија. Александар је 24. јула позвао у двор официре Београдског гарнизона и саопштио им своју одлуку. Војска га је подржала. Цела краљева свита поздравила је Драгу и честитала јој удају. Милан није крио своје незадовољство. Постојала је његова намера да побуни војску против сина. Александар је наредио да се Милан ухапси на граници, односно да се употреби сила уколико се отац не повинује наредби сина и прихвати Драгу. Милан је чак тражио помоћ од Фрање Јосифа који је аустроугарском посланику у Београду наложио да оде код Александра и предочи му штетне последице таквог брака. Наталија је отвореним писмима која је слала у Србију вређала и Драгу и Александра. Отпор у јавном мњењу је постојао, али је трајао кратко, јер Србима није била по вољи ни странкиња за краљицу. Кум на венчању Драги и Александру био је сам руски цар Николај II Романов.
Краљ је морао уважити оставку Владана Ђорђевића 20. јула. Четири дана касније, нови председник владе постао је Алекса Јовановић, председник Апелационог суда. У нову владу краљ није успео да уведе истакнутије политичке личности. Председнику владе отворено је речено да ће влада бити на дужности до венчања. Тако је влада Алексе Јовановића позната као „Свадбено министарство“.

## Чланови владе
| Функција                                                  | Слика            | Име и презиме        | Детаљи                                   |
| --------------------------------------------------------- | ---------------- | -------------------- | ---------------------------------------- |
| Председник Министарског савета и министар иностраних дела |                  | Владан Ђорђевић      |                                          |
| Министар унутрашњих дела                                  |                  | Јеврем Андоновић     | до 30.7/11.8. 1899.                      |
| Министар унутрашњих дела                                  | Ђорђе Генчић     |                      |                                          |
| Министар правде                                           |                  | Коста Н. Христић     | до 24.5/5.6. 1899.                       |
| Министар правде                                           | Ђорђе Стефановић |                      |                                          |
| Министар финансија                                        |                  | Стеван Д. Поповић    | до 26.11/8.12. 1898.                     |
| Министар финансија                                        | Вукашин Петровић |                      |                                          |
| Министар просвете и црквених дела                         |                  | Андра Ђорђевић       |                                          |
| Министар војни                                            |                  | Драгомир Вучковић    | до 10/22.12. 1899.                       |
| Министар војни                                            |                  | Јован Атанацковић    | заступник, стално од 20.12.1899/1.1.1900 |
| Министар грађевина                                        |                  | Јован Атанацковић    | до 21.1/2.2. 1899.                       |
| Министар грађевина                                        |                  | Димитрије Стојановић | до 24.5/5.6. 1899.                       |
| Министар грађевина                                        |                  | Јован Атанацковић    | до 20.12.1899/1.1.1900                   |
| Министар грађевина                                        | Боривоје Нешић   |                      |                                          |
| Министар народне привреде                                 |                  | Сима Лозанић         | до 30.7/11.8. 1899.                      |
| Министар народне привреде                                 |                  | Вукашин Петровић     | заступник, до 4/16.8. 1899.              |
| Министар народне привреде                                 | Живан Живановић  |                      |                                          |